# 茨城県県北地域

地図上の水色の部分が茨城県県北地域

茨城県県北地域（いばらきけんけんぽくちいき）とは、茨城県のうち、北部に位置する地域を指す。茨城県日立市、高萩市、北茨城市、常陸太田市、常陸大宮市、久慈郡大子町の5市1町から構成され、2025年4月1日時点の面積は1,652.27 km2、人口は319,417人である。
気象庁の地域区分においては、県北地域には上記の5市1町に加え、那珂郡東海村、ひたちなか市、那珂市を含む。また、茨城県の地域区分においても、2021年頃までは、東海村、ひたちなか市、那珂市を含んでいたが、2022年頃から、これら2市1村は県央地域に区分されている。

## 地理
茨城県県北地域には、久慈川や那珂川が流れている。北茨城市、高萩市、日立市といった太平洋側の地域にはJR常磐線が南北方向に横断しており、久慈郡大子町、常陸大宮市、常陸太田市といった内陸側の地域にはJR水郡線が南北方向に横断している。高萩市、日立市の太平洋沿岸や常陸太田市の一部が人口集中地区になっている（令和2年国勢調査）。
- 山：竪破山、男体山、高鈴山、八溝山など[8]
- 河川：久慈川、那珂川など[5]

## 人口推移
（出典：）※単位：人
|                        | 2020年  | 2015年  | 2010年  | 2005年  | 2000年  | 1995年  | 1990年  | 1985年  | 1980年  |
| ---------------------- | ------- | ------- | ------- | ------- | ------- | ------- | ------- | ------- | ------- |
| 日立市                 | 174,508 | 185,054 | 193,129 | 199,218 | 193,353 | 199,244 | 202,141 | 206,074 | 204,596 |
| 旧十王町               |         |         |         |         | 13,236  | 13,060  | 12,928  | 12,037  | 10,902  |
| 高萩市                 | 27,699  | 29,638  | 31,017  | 32,932  | 34,602  | 35,604  | 35,320  | 33,968  | 32,436  |
| 北茨城市               | 41,801  | 44,412  | 47,026  | 49,645  | 51,593  | 52,074  | 51,093  | 51,035  | 47,670  |
| 常陸太田市             | 48,602  | 52,294  | 56,250  | 59,802  | 39,680  | 39,545  | 37,624  | 36,628  | 35,980  |
| 旧金砂郷町             |         |         |         |         | 11,336  | 10,717  | 10,424  | 10,448  | 10,724  |
| 旧水府村               |         |         |         |         | 6,447   | 6,725   | 7,031   | 7,329   | 7,702   |
| 旧里美村               |         |         |         |         | 4,406   | 4,538   | 4,679   | 4,868   | 5,097   |
| 常陸大宮市（旧大宮町） | 39,267  | 42,587  | 45,178  | 47,808  | 27,126  | 26,443  | 25,537  | 25,193  | 24,523  |
| 旧御前山村             |         |         |         |         | 4,428   | 4,753   | 4,965   | 5,137   | 5,205   |
| 旧山方町               |         |         |         |         | 8,048   | 8,536   | 8,780   | 9,116   | 9,407   |
| 旧美和村               |         |         |         |         | 4,612   | 4,962   | 5,283   | 5,567   | 5,796   |
| 旧緒川村               |         |         |         |         | 4,750   | 4,867   | 5,105   | 5,213   | 5,401   |
| 大子町                 | 15,736  | 18,053  | 20,073  | 22,103  | 23,982  | 25,604  | 27,067  | 28,230  | 29,524  |
| 計                     | 347,613 | 372,038 | 392,673 | 411,508 | 427,599 | 436,672 | 437,977 | 440,843 | 434,963 |

| 茨城県県北地域の人口推移（人） | 茨城県県北地域の人口推移（人） | 茨城県県北地域の人口推移（人） | 茨城県県北地域の人口推移（人） | 茨城県県北地域の人口推移（人） |
| ------------------------------ | ------------------------------ | ------------------------------ | ------------------------------ | ------------------------------ |
|                                |                                |                                |                                |                                |
| 1980年                         | 1980年                         |                                | 434,963                        | 434,963                        |
| 1985年                         | 1985年                         |                                | 440,843                        | 440,843                        |
| 1990年                         | 1990年                         |                                | 437,977                        | 437,977                        |
| 1995年                         | 1995年                         |                                | 436,672                        | 436,672                        |
| 2000年                         | 2000年                         |                                | 427,599                        | 427,599                        |
| 2005年                         | 2005年                         |                                | 411,508                        | 411,508                        |
| 2010年                         | 2010年                         |                                | 392,673                        | 392,673                        |
| 2015年                         | 2015年                         |                                | 372,038                        | 372,038                        |
| 2020年                         | 2020年                         |                                | 347,613                        | 347,613                        |

## 歴史

### 沿革
- 1939年（昭和14年） - 日立町と助川町が合併し、日立市が成立[18]。
- 1954年（昭和29年）
  - 7月 - 1町6村が合併し、常陸太田市が成立[19]。
  - 11月23日 - 高萩町、松岡町、高岡村、黒前村の一部、櫛形村の一部が合併し、高萩市が成立[20][21]。
- 1955年（昭和30年）
  - 3月 - 大子町、依上村、佐原村、黒沢村、宮川村、生瀬村、袋田村、上小川村、下小川村が合併し、新大子町が成立[22]。
  - 多賀町、日高村、久慈町、中里村、坂本村、東小沢村が日立市に編入される[18]。
  - 大宮町、山方町、御前山村が成立[23]。（現：常陸大宮市）
- 1956年（昭和31年）
  - 3月 - 磯原町、大津町、平潟町、関南村、関本村、南中郷村が合併し、北茨城市が成立[24]。
  - 豊浦町が、日立市に編入される[18]。
  - 美和村、緒川村が成立[23]。（現：常陸大宮市）
- 1957年（昭和32年）
  - 6月5日 - 日立市かみね動物園が開園する[18][25]。（日立市）
  - 7月1日 - 北茨城市の一部（望海地区）が高萩市に編入される[26]。（高萩市・北茨城市）
- 1962年（昭和37年）10月1日 - 常磐線勝田・高萩間電車運転開始[26]。（日立市・高萩市）
- 1963年（昭和38年）6月1日 - 常磐線高萩・平（現・いわき）間電車運転開始[27]。（高萩市・北茨城市）
- 1965年（昭和40年）4月1日 - 高萩市消防本部が発足[27]。
- 1967年（昭和42年）6月 - 日立港開港指定[28]。（日立市）
- 1969年（昭和44年）4月 - 大子町消防本部が発足[29]。
- 1973年（昭和48年）
  - 3月 - 花貫ダムが完成[30]。（高萩市）
  - 高萩炭礦櫛形礦業所が閉山し、常磐炭田が終息する[31]。
- 1974年（昭和49年）10月20日 - 10月25日 - 第29回国民体育大会が茨城県で開催される[32][注釈 10]。
- 1976年（昭和51年）5月23日 - 5月24日 - 第27回全国植樹祭が奥久慈憩いの森及び高萩市森林公園で開催[33]。（高萩市・久慈郡大子町）
- 1981年（昭和56年）
  - 4月16日 - KDD茨城衛星通信所に大型アンテナが完成[34]。（旧十王町・高萩市）
  - 日立鉱山が閉山する[18]。（日立市）
- 1984年（昭和59年）2月28日 - 高萩市・北茨城市・多賀郡十王町の市外局番が統一される[35]。
- 1985年（昭和60年）
  - 2月20日 - 常磐自動車道 那珂IC - 日立南太田IC間が開通[36]。（日立市）
  - 3月 - 名水百選に八溝川湧水群が入選[37]。
  - 7月3日 - 常磐自動車道 日立南太田IC - 日立北IC間が開通[36]。（日立市・常陸太田市）
- 1988年（昭和63年）
  - 3月24日 - 常磐自動車道 日立北IC - いわき中央IC間が開通[38]。（日立市・高萩市・北茨城市）
  - 6月1日 - 高萩市が北茨城市の一部（中郷町日棚地区の一部）を編入する[39]。（高萩市・北茨城市）
- 1990年（平成2年）
  - 4月 - 袋田の滝が日本の滝百選で日本一の滝に選定される[40]。（久慈郡大子町）
  - 11月 - 日立シビックセンターが一部供用を開始[41]。（日立市）
- 1993年（平成5年）
  - 2月19日 - 日立鉱山の大煙突が3分の1を残して倒壊[42]。（日立市）
  - 10月20日 - 日立有料道路が開通[43]。（日立市）
- 1994年（平成6年）4月28日 - 竜神大吊橋がオープン[44]。（常陸太田市）
- 1995年（平成7年）7月 - 水源の森百選に八溝水源の森が選定される[45][46]。（久慈郡大子町）
- 1996年（平成8年）
  - 7月10日 - 高戸海岸・五浦海岸が日本の渚百選に選定される[47][48]。（高萩市・北茨城市）
  - 「陸前浜街道―十王坂越」が歴史の道百選に選ばれる[49]。（旧十王町）
- 1997年（平成9年）
  - 10月 - 磯原駅橋上駅舎・自由通路が竣工[50]。（北茨城市）
  - 11月8日 - 茨城県天心記念五浦美術館が開館[51]。（北茨城市）
- 1998年（平成10年）10月23日 - 道の駅奥久慈だいごがオープン[52]。
- 1999年（平成11年）
  - 7月8日 - 旧共楽館（日立武道館）が登録有形文化財（建造物）に登録される[53]。（日立市）
  - 11月18日 - 花貫川第一発電所第3号水路橋（めがね橋）が登録有形文化財（建造物）に登録される[54]。（高萩市）
- 2001年（平成13年）
  - 3月 - 国道6号日立バイパスの一部が開通する[55]。（日立市）
  - 第1回日立さくらロードレースが開催される[18]。（日立市）
- 2004年（平成16年）
  - 4月29日 - 吉田正音楽記念館がオープン[56]。（日立市）
  - 8月1日 - 8月30日 - 平成14年度全国高等学校総合体育大会が茨城県で開催される[57]。
  - 10月16日 - 東茨城郡御前山村、那珂郡山方町・美和村・緒川村が那珂郡大宮町に編入され、大宮町が町名変更、市制移行し、常陸大宮市が成立[58]。
  - 11月1日 - 多賀郡十王町が、日立市に編入される[58]。
  - 12月1日 - 久慈郡金砂郷町・水府村・里美村が常陸太田市に編入される[58]。
- 2005年（平成17年）
  - 3月31日 - 日立電鉄線が廃線となる[59]。（日立市・常陸太田市）
  - 6月5日 - 第56回全国植樹祭が奥久慈憩いの森（サテライト会場）で開催[60][注釈 11]。（久慈郡大子町）
  - 11月29日 - 土岳が関東の富士見百景に選定される[61]。（高萩市）
- 2006年（平成18年）
  - 8月3日 - 石岡第二発電所本館などが登録有形文化財（建造物）に登録される[62][63]。（北茨城市）
- 2007年（平成19年）3月16日 - KDDI茨城衛星通信センター閉所式が挙行される[64]。（日立市・高萩市）
- 2008年（平成20年）
  - 9月13日 - 袋田の滝新観瀑台がオープン[65]。（久慈郡大子町）
  - 11月1日 - 11月9日 - 第23回国民文化祭・いばらき2008が開催される[66]。
  - 12月2日 - 石岡第一発電所本館変電室などが重要文化財に指定される[67][63]。（北茨城市）
- 2009年（平成21年） - 「日立風流物」がユネスコ無形文化遺産条約「人類の無形文化遺産の代表的な一覧表」に記載[68]。（日立市）
- 2010年（平成22年）2月28日 - FMひたちが開局[69]。（日立市）
- 2011年（平成23年）
  - 3月11日 - 東日本大震災（東北地方太平洋沖地震）が発生。日立市、高萩市、常陸大宮市で最大震度6強、北茨城市、常陸太田市で最大震度6弱、久慈郡大子町で最大震度5強を観測。4市で計27人の死者が発生し[注釈 12]、太平洋沿岸の北茨城市などでは津波被害を受けるなど、甚大な影響を受けた[70]。
  - 4月7日 - 日立駅自由通路及び橋上駅舎供用開始[71]。（日立市）
  - 9月6日 - 茨城県北ジオパークが日本ジオパークに認定[72]。
- 2013年（平成25年）
  - 3月25日 - ひたちBRTが運行を開始[73]。（日立市）
  - 4月1日 - たかはぎFMが放送開始[74]。（高萩市）
  - 12月 - FMだいごが開局[75]。（久慈郡大子町）
- 2014年（平成26年）
  - 7月27日 - 7月31日 - 第38回全国高等学校総合文化祭茨城大会「いばらき総文2014」が開催される[76]。（日立市）
  - 9月21日 - 道の駅日立おさかなセンターがオープン[77]。（日立市）
- 2016年（平成28年）
  - 3月25日 - 道の駅常陸大宮がオープン[78]。（常陸大宮市）
  - 7月21日 - 道の駅ひたちおおたがオープン[79]。（常陸太田市）
  - 9月17日 - 11月20日 - KENPOKU ART 2016 茨城県北芸術祭が茨城県県北地域で開催される[80]。
  - 「日立風流物」が「人類の無形文化遺産の代表的な一覧表」に「山・鉾・屋台行事」のひとつとして再度記載[68]。（日立市）
- 2017年（平成29年）
  - 1月21日 - 日立市 池の川さくらアリーナがオープン[81]。（日立市）
  - 3月3日 - 常陸大津の御船祭が国の重要無形民俗文化財に指定される[82]。（北茨城市）
  - 7月18日 - 日立市役所新庁舎での業務が開始[83]。（日立市）
  - 12月 - 茨城県北ジオパークが日本ジオパークから認定取り消し[84]。
- 2019年（令和元年）
  - 9月28日 - 10月8日 - 天皇陛下御即位記念第74回国民体育大会「いきいき茨城ゆめ国体2019」が開催[85][注釈 13]。
  - 10月12日 - 令和元年東日本台風により久慈郡大子町などで被害。水郡線の第6久慈川橋梁が流出[86][87]。
  - 10月29日 - 「南郷道」が歴史の道百選に選ばれる[88]。（常陸大宮市）
- 2020年（令和2年）3月19日 - SEA MARK SQUAREがオープン[89]。（日立市）
- 2021年（令和3年）
  - 4月17日 - 日立シビックセンター科学館がリニューアルオープン[90]。（日立市）
  - 5月22日 - 道の駅奥久慈だいごがリニューアルオープン[91]。（久慈郡大子町）
- 2022年（令和4年）
  - 1月16日 - イトーヨーカドー日立店が閉店[92]。（日立市）
  - 7月1日 - 久慈サンピア日立がリニューアルオープン[93]。（日立市）
  - 9月28日 - 茨城県県北地域5市1町が水戸ホーリーホックのホームタウンに追加される[94]。
- 2023年（令和5年）
  - 3月31日 - 山方淡水魚館が閉館[95][96]。（常陸大宮市）
  - 4月7日 - フォレストモール常陸太田がオープン[97][98]。（常陸太田市）
  - 4月28日 - 日立駅前大型商業施設「ヒタチエ」がオープン[99]。（日立市）
  - 9月8日 - 日立市、高萩市、北茨城市が令和5年台風第13号により大きな被害を受ける[100]。日立市では24時間降水量が観測史上1位の282.5 mmを観測[101]。
  - 12月2日 - 国道118号袋田バイパスが全線開通[102]。（久慈郡大子町）
- 2024年（令和6年）
  - 9月30日 - 北茨城市大津町に、チームラボの常設展「チームラボ幽谷隠田跡」がオープン[103][104]。

## 各市町の特色

### 日立市
2025年4月1日現在の人口は、161,351人であり、水戸市、つくば市に次いで茨城県内第3位である。明治時代から日本有数の鉱業都市として成長し、2024年現在も、市内には日立製作所関連の工場が多く立地している。東側が太平洋、西側が多賀山地であるため、市街が海と山に囲まれており、四季を通して寒暖の差が少ない。一方で、その地理的制約から南北に縦貫する幹線道路が国道6号と国道245号のみであり、長年渋滞問題を抱えている。桜の名所として、日本さくら名所100選に選ばれた平和通りと日立市かみね公園が有名であり、平和通り周辺などでは、毎年4月上旬に日立さくらまつりが開かれる。

### 高萩市
2025年4月1日現在の人口は、25,227人。紅葉の名所として花貫渓谷があり、多くの観光客が訪れる。市域の85%が山林や原野であり、市の大部分は多賀山地である。市内でアウトドアが楽しめるのも特徴であり、茨城県最大のダムである小山ダムのほとりにあるアウトドアフィールド「Hagi Villege」のほか、多数のキャンプ場がある。

### 北茨城市
2025年4月1日現在の人口は、38,722人。市内は、北部エリア、中部エリア、南部エリア、山側エリアの大きく4つに分かれる。北部エリアには、温泉がある旅館や民宿が多く、茨城県天心記念五浦美術館といった文化施設も存在する。山側エリアには、花園渓谷や花園神社があり、紅葉を楽しむことができる。市内では、5年に1度、5月に常陸大津の御船祭が開催される。

### 常陸太田市
2025年4月1日現在の人口は、44,248人。茨城県内で一番面積が広く、低層住宅の割合が高いことから、住宅都市としてのイメージが強い。また、徳川光圀が晩年に過ごした西山荘や、平安時代より72年ごとに行われる西金砂神社と東金砂神社の大祭礼など、歴史的、文化的な資源が多い。加えて、ブドウやナシが特産品として知られ、常陸秋そばの発祥地でもある。毎年の成人式（現：二十歳の集い）では、新成人が竜神大吊橋において、バンジージャンプに挑戦している。

### 常陸大宮市
2025年4月1日現在の人口は、36,199人。市内の約6割を山林が占めており、自然が豊かであるのが特徴である。特産品としてネギやシイタケがあり、道の駅常陸大宮では、地元の農産物が多く販売されている。市内の東側と南側には久慈川と那珂川が流れており、カヌーなどのアクティビティや鮎釣りなどを体験することができる。市内の泉坂下遺跡で出土した人面付壺型土器が国の重要文化財に指定されている。

### 久慈郡大子町
2025年4月1日現在の人口は、13,670人。日本名三瀑のひとつである袋田の滝や月待の滝、奥久慈温泉郷など観光地が多くある。年間約150万人の観光客が訪れる茨城県内有数の観光地であり、観光と農林業を町の基幹産業と位置付けている。コシヒカリや奥久慈しゃも、奥久慈りんご、漆など多くの特産品があり、自然豊かであることが特徴である。

## 教育

### 大学
- 茨城大学日立キャンパス[126]（日立市）
- 茨城キリスト教大学[127]（日立市）

### 高等学校

#### 県立高等学校
（出典：）
- 茨城県立日立第一高等学校（日立市）
- 茨城県立日立第二高等学校（日立市）
- 茨城県立日立工業高等学校（日立市）
- 茨城県立日立商業高等学校（日立市）
- 茨城県立日立北高等学校（日立市）
- 茨城県立高萩清松高等学校（高萩市）
- 茨城県立高萩高等学校（高萩市）
- 茨城県立磯原郷英高等学校（北茨城市）
- 茨城県立太田第一高等学校（常陸太田市）
- 茨城県立太田西山高等学校（常陸太田市）
- 茨城県立小瀬高等学校（常陸大宮市）
- 茨城県立常陸大宮高等学校（常陸大宮市）
- 茨城県立大子清流高等学校（久慈郡大子町）

#### 私立高等学校
（出典：）
- 明秀学園日立高等学校（日立市）
- 茨城キリスト教学園高等学校（日立市）
- 翔洋学園高等学校（日立市）
- 第一学園高等学校（高萩校）（高萩市）
- ルネサンス高等学校（久慈郡大子町）

### 小・中学校

#### 県立中学校
（出典：）
- 茨城県立日立第一高等学校附属中学校（日立市）
- 茨城県立太田第一高等学校附属中学校（常陸太田市）

#### 市立小・中学校・義務教育学校
（出典：）
- 日立市：小学校23校、中学校14校、義務教育学校1校
- 高萩市：小学校4校、中学校3校
- 北茨城市：小学校11校、中学校4校
- 常陸太田市：小学校8校、中学校7校
- 常陸大宮市：小学校11校、中学校4校
- 久慈郡大子町：小学校6校、中学校4校

#### 私立小・中学校
（出典：）
- 久慈川三育小学校（日立市）
- 茨城キリスト教学園中学校（日立市）

### 特別支援学校
（出典：）
- 日立市立日立特別支援学校（日立市）
- 茨城県立北茨城特別支援学校（北茨城市）
- 茨城県立常陸太田特別支援学校（常陸太田市）

## 交通

### 鉄道
- ■常磐線（■上野東京ライン[注釈 14]）
  - 日立市
    - 大甕駅[135] - 常陸多賀駅[136] - 日立駅[137] - 小木津駅[138] - 十王駅[139]

  - 高萩市　
    - 高萩駅[140]

  - 北茨城市
    - 南中郷駅[141] - 磯原駅[142] - 大津港駅[143]
- ■水郡線
  - 常陸太田市
    - 河合駅[144] - 谷河原駅[145] - 常陸太田駅[146]

  - 常陸大宮市
    - 常陸大宮駅[147] - 玉川村駅[148] - 野上原駅[149] - 山方宿駅[150] - 中舟生駅[151] - 下小川駅[152]

  - 久慈郡大子町
    - 西金駅[153] - 上小川駅[154] - 袋田駅[155] - 常陸大子駅[156] - 下野宮駅[157]

### 道路
（出典：）
- 常磐自動車道
  - 日立市
    - 日立南太田IC - 日立中央IC/PA - 日立北IC

  - 高萩市
    - 高萩IC

  - 北茨城市
    - 中郷SA - 北茨城IC - 関本PA

（出典：）
- 有料道路
  - 日立有料道路
- 一般国道
  - 国道6号（日立市・高萩市・北茨城市）
  - 国道245号（日立市）
  - 国道118号（常陸大宮市・久慈郡大子町）
  - 国道123号（常陸大宮市）
  - 国道293号（日立市・常陸太田市・常陸大宮市）
  - 国道349号（日立市・常陸太田市）
  - 国道400号（常陸大宮市）
  - 国道461号（日立市・高萩市・常陸太田市・久慈郡大子町）

## 名所・旧跡・観光スポット・祭事・催事
（出典：）
- 日立市[161]
  - 小平記念館
  - 日鉱記念館
  - 海水浴場（伊師浜・川尻・会瀬・河原子・水木・久慈浜）
  - 国民宿舎「鵜の岬」
  - 日立さくらまつり
  - 日立市かみね公園
  - 日立シビックセンター
  - 日立駅
  - 道の駅日立おさかなセンター
  - ひたち国際大道芸
  - ひたち秋祭り〜郷土芸能大祭
  - 御岩神社
  - 奥日立きららの里
- 高萩市[110]
  - 花貫渓谷
  - さくら宇宙公園（高萩桜まつり）
  - 穂積家住宅
  - 高萩まつり
  - 高萩アウトドアフィールド「Hagi Village」
  - 高戸小浜海岸
- 北茨城市[114]
  - 六角堂
  - 茨城県天心記念五浦美術館
  - 花園神社・花園渓谷
  - 十石堀
  - 常陸大津の御船祭
- 常陸太田市[162]
  - 竜神大吊橋
  - 西山荘
  - かなさ笑楽校（旧常陸太田市立金砂小学校）
  - 西金砂神社小祭礼
  - 青蓮寺
  - 常陸秋そばフェスティバル里山フェア
- 常陸大宮市[163]
  - 西塩子の回り舞台
  - 湯の澤鉱泉
  - 鷲子山上神社
  - 三王山
  - 常陸大宮市歴史民俗資料館 大宮館
- 久慈郡大子町[164]
  - 袋田の滝
  - 旧上岡小学校
  - 十二所神社 百段階段でひなまつり
  - 大子町花火大会・灯篭流し